# Big Brain
Big Brain (кор. 빅브레인) — южнокорейская мужская R&B группа, сформированные под руководством World Show Market.
Группа действует с 2010 года, но официально дебютировала 22 октября 2015 года с альбомом Billionaire Sound и своим прорывным синглом «Welcome».

## История

### Предебют
Участники группы были студентами, обучающимися вокальному исполнению в Сеульском институте искусств. Они решили создать свою собственную группу.
Перед дебютом, они были известны как The Man, но им пришлось изменить это название, так как уже существовала другая группа с таким же именем. Участники Big Brain объясняют название своей группы как то, что они любят музыку, пение, и с выпуском каждой песни, их мозг становится всё больше и больше. Ещё до их официального дебюта многие люди уже признали их талант, называя их следующими Brown Eyed Soul и сравнивая их с мужской версией Big Mama. Прежде чем официально дебютировать в Республике Корея, группа объездила весь Нью-Йорк, выступая на Таймс-сквер, Центральном парке, Манхэттене и других популярных местах.

### 2015: Дебют,Billionaire Sound
Группа дебютировала 22 октября 2015 года с выпуском своего первого мини-альбома Billionare Sound и их цифрового сингла «Welcome». Песня содержит смешанные эмоции баллады и мощный R&B с шармом и свежим темпом. В песне рассказывается о человеке, который хочет, чтобы у его бывшей любимой никогда не было прекрасных отношений с другим мужчиной.

### 2016
24 мая группа выступила на открытии концерта певицы Оливии Ньютон-Джон.

## Участники
- Санхун (кор. 상훈), настоящее имя: Мо Сан Хун (кор. 모상훈, род. 30 июля 1991 г.), закончил Сеульский институт искусств.
- Чинён (кор. 진용), настоящее имя: Ким Чжин Ён (кор. 김진용, род. 4 мая 1993 г.). Учился в Старшей школе Санбон, закончил Сеульский институт искусств.
- Пёнын (кор. 병은), настоящее имя: Хван Бён Ын (кор. 황병은, род. 27 сентября 1994 г.). Закончил Ахёнскую политехническую школу, а также Сеульский институт искусств.
- Хонхён (кор. 홍현), настоящее имя: Юн Хон Хён (кор. 윤홍현, род. 20 февраля 1995 г.). Закончил Сеульский институт искусств.

## Дискография

### Мини-альбом
| Год  | Детали альбома                                                                           | Треклист |
| ---- | ---------------------------------------------------------------------------------------- | --- |
| 2015 | Billionaire Sound - Дата выпуска: 22 октября 2015 - Лейбл: World Show Market, kt music   | 1. Welcome (환영) муз. видео 2. Welcome (환영) (Instrumental)                                                                                             |
| 2015 | Brain's 1st Respect - Дата выпуска: 28 декабря 2015 - Label: World Show Market, kt music | 1. Break away (브레이크 어웨이) муз. видео 2. Break away (브레이크 어웨이) (Instrumental)                                                                 |
| 2016 | The Voicist - Дата выпуска: 22 февраля 2016 - Лейбл: World Show Market, kt music         | 1. No YEs (“노예들”? /“아니-괜찮아!”?) муз. видео 2. No YEs (“노예들”? /“아니-괜찮아!”?) (Instrumental) 3. No YEs (“노예들”? /“아니-괜찮아!”?) (Concerto) |
| 2016 | meet you.. - Дата выпуска: 23 мая 2016 - Лейбл: World Show Market, 1theK                 | 1. Love, Love (테이의 꿈꾸는 라디오) муз. видео 2. Love, Love (테이의 꿈꾸는 라디오) ( Instrumental)                                                      |
| 2016 | The Moment - Дата выпуска: 17 октября 2016 - Лейбл: World Show Market, 1theK             | 1. Sick (아파) муз. видео 2. Sick (아파) ( Instrumental)                                                                                                  |

## Телевидение
| Дата             | Канал      | Название                  | Заметки                                    |
| ---------------- | ---------- | ------------------------- | ------------------------------------------ |
| 4 ноября 2015    | Arirang TV | Pops in Seoul             | Эпизод № 3024                              |
| 18 марта 2016    | KBS2       | You Hee-yeol's Sketchbook | Эпизод № 309                               |
| 26 марта 2016    | KBS        | Immortal Songs 2          | Спец-выпуск с автором песен Пак Чхун Соком |
| 27 мая 2016      | KBS2       | You Hee-Yeol's Sketchbook | Эпизод № 321                               |
| 29 мая 2016      | MBC        | King of Masked Singer     | Юн Хон Хён                                 |
| 16 сентября 2016 | MBC        | Duet Song Festival        | Ким Чжин Ён                                |
| 17 сентября 2016 | KBS        | Immortal Songs 2          | Особый саундтрек к дораме                  |